# Obermeyer Gruppe
Die Obermeyer Gruppe ist eine deutsche Ingenieurgesellschaft und gehört zu den größten unabhängigen deutschen Planungsunternehmen in den Bereichen Gebäude, Verkehr, Technische Ausrüstung und Energie und Umwelt. Die Gesellschaft hat ihren Hauptsitz in München.

## Unternehmensentwicklung
Die Obermeyer Gruppe ist ein Zusammenschluss von interdisziplinären Partnern, die gemeinsam den Erfolg internationaler Projekte ermöglichen. In der Unternehmensgruppe sind weltweit ca. 1.200 Mitarbeiter beschäftigt. Die Architekten und Ingenieure planen Gebäude, Straßen- und Schienenwege, Brücken und Tunnel inklusive der technischen Infrastruktur für die Ver- und Entsorgung. Mit Spezialisten weiterer Fachdisziplinen und zusammen mit den unternehmensinternen beratenden Instituten deckt das Unternehmen das komplette Leistungsspektrum der Bauplanung aus einer Hand ab.
Die Firma wurde am 1. Juli 1958 von dem Bauingenieur Leonhard Obermeyer in Krailling bei München als Ingenieurbüro Obermeyer gegründet. Weitreichende Bekanntheit erlangte das Unternehmen insbesondere durch den Bau des Stachus-Untergeschosses in den 1960er Jahren. Obermeyer wendete damals erstmals auf einer Großbaustelle die Deckelbauweise an, bei der das Bauwerk von oben nach unten erstellt wird. Heute hat sich diese Bauweise im städtischen Tunnelbau als Standard etabliert.
Der Fall der deutsch-deutschen Mauer läutete eine Phase mit Gründungen weiterer Niederlassungen in Deutschland und enormen Mitarbeiteranstieg ein. Das Unternehmen, inzwischen in der Gesellschaftsform Obermeyer Planen + Beraten GmbH, war bei zahlreichen Projekten im Rahmen des Ausbaus der Ost-West-Verkehrsinfrastruktur beteiligt. Gleichzeitig begann die Expansion ins Ausland sowie die weitere Integration von Fachspezialisten und Architekten, so dass sich die Idee des Gesamtplanungsbüros immer mehr realisieren ließ.
Heute hat die Unternehmensgruppe Schwester- und Tochtergesellschaften in mehr als 12 Ländern und ist mit Planungstätigkeiten aktuell in Europa, Osteuropa, Asien und im Nahen Osten betraut.
Schwerpunkte des Gesamtplanungsbüros liegen unter anderen in der Gebäude- und Infrastrukturplanung, in der Planung der technischen Ausrüstung sowie im Bereich Energie und Umwelt. Dazu zählen unter anderem die Bereiche Hochbau & Architektur, Ingenieurbau, Verkehr, Flughäfen, Wasser- & Abfallwirtschaft, Immissionsschutz, Nachhaltiges Bauen, Tragwerksplanung, Projektmanagement, Geoinformationssysteme, Erschließung etc. Das Unternehmen hat eine Vorreiterstellung beim Einsatz von digitalen Planungsmethoden im Bauwesen (Building Information Modeling „BIM“) und ist Mitglied bei BuildingSMART Deutschland.
Das Logo mit dem roten Quadrat und einem Winkel stellt die Abstraktion der Initialen des Gründers dar: Der Winkel steht für den Vornamen Leonhard, das Quadrat für den Nachnamen Obermeyer.

## Projekte
- 1966–1971: Planung, Konstruktion, Statik und örtliche Bauleitung für den Umbau des Verkehrsbauwerks und Einkaufszentrums Karlsplatz-Stachus[5]
- seit den 1970er Jahren: Langfristige Mitwirkung bei der Planung und dem Bau der Münchner U-Bahnstrecken sowie beim Bau von U-Bahn-Haltestellen
- 1986–2017: Gesamtplanung, Planfeststellung, Ausschreibung und Bauoberleitung für den Ausbau der Ringstraße Aschaffenburg. Länge ca. 4,5 km mit 11 Brückenbauwerken und 7 tunnelartigen Bauwerken. 2017 war der Stadtring nach 27 Jahren durch das letzte Teilstück, die „Bahnparallele Damm“, komplettiert und für den Verkehr freigegeben.
- 1990–1999: Generalplanung für die Rekonstruktion und Erweiterung des Palais am Lenbachplatz, München. Hochbauplanung in Planungsgemeinschaft mit dem Büro von Branca, Objektüberwachung, Due-Diligence-Prüfung
- 1992–2017: Neubau der Hochgeschwindigkeitsstrecke Ebensfeld–Erfurt mit 107 km Länge, 40 km Tunnel, 10 km Talbrücken; Vorentwurf, Trassenvarianten, Linienbestimmung, Raumordnungs- und Planfeststellungsverfahren, Entwurf, Ausschreibung, Ausführungsplanung, Gesamtkoordinierung, Schallgutachten und Vermessung; Inbetriebnahme der Strecke: 12/2017
- 1993–2018: Gesamtplanung Neue Messe München in Planungsgemeinschaft mit Kaup, Scholz, Jesse + Partner. Ausstellungsfläche 200.000 m²[6]; 2018 wurden die letzten der insgesamt 18 Ausstellungshallen C5 und C6 fertiggestellt
- 2003–2009: Gesamtplanung, Vor-, Entwurfs- und Genehmigungsplanung für den Neubau der Culture Wave City und dem daran anschließenden „City Balcony“ in Hangzhou, China[7]
- 2005–2009: Neubau von 1000 km Eisenbahn-Hochgeschwindigkeitsstrecke von Wuhan nach Guangzhou, China; Consulting für die Planung, die Bauausführung und den Probebetrieb für alle Gewerke
- 2007–2008: Concept Design für den neuen Kernbereich Neues Ostegebiet Fuzhou, China. Erstellung eines städtebaulichen Entwurfs für die neue Oststadt mit einem ca. 35 km² großen Geltungsbereich incl. Messe- und Kongresszentrum, Kulturbauten, Central Business District, Bahnhofsumgebung und Verwaltungszentrum
- ab 2008: Generalplanung, Vorentwurf, Entwurfsplanung, Genehmigungsplanung und Ausführungsplanung für das Al Ain Hospital in Abu Dhabi, Vereinigte Arabische Emirate. Krankenhaus mit Akutbetten, 149 Rehabilitationsbetten, 2 Royal Suites, 10 VIP-Räumen, Poliklinik und Tagesklinik; Hauptnutzfläche 133.500 m²[8]; eines der ersten Großprojekte, die OPB unter Einsatz von BIM geplant hat.
- ab 2012: Planung Metroline 2 (ca. 11 km), 9 unterirdische Stationen, Betriebsgebäude mit Depot inkl. Bauüberwachung Ho-Chi-Minh-City, Vietnam
- 2020: Inbetriebnahme des New Al Ain Hospitals, Abu Dhabi; hier übernahm Obermeyer 2008 die Gesamtplanung und Objektüberwachung. Dabei handelt es sich um das erste derart umfassende BIM-Projekt im Hochbau.